# Protocolli dei Savi di Sion

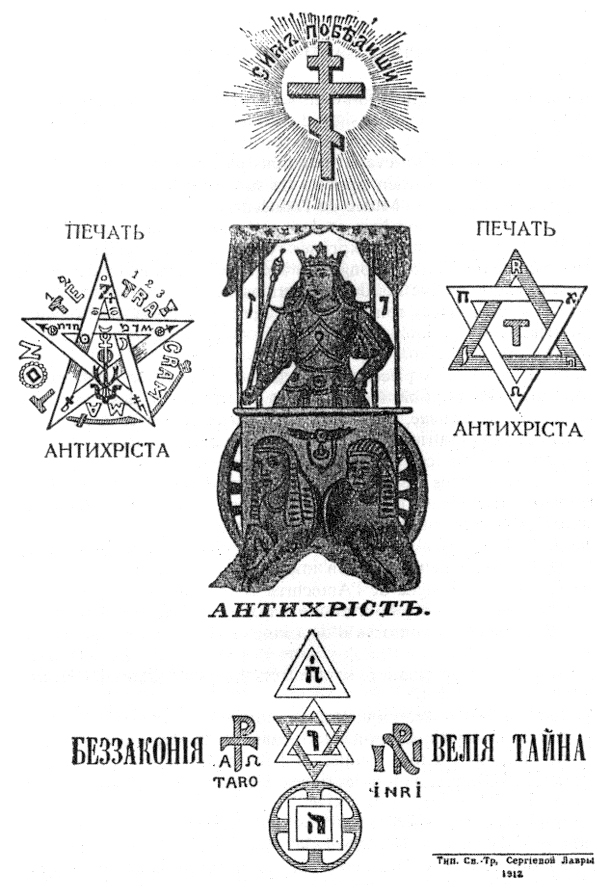
Edizione russa dei Protocolli del 1912

I Protocolli dei Savi di Sion o degli Anziani di Sion o dei savi Anziani di Sion (in russo Протоко́лы сио́нских мудрецо́в?, Protokoly sionskich mudrecov) è un falso documento creato dall'Ochrana, la polizia segreta zarista, con l'intento di diffondere l'odio verso gli ebrei nell'Impero russo. Fu realizzato nei primi anni del XX secolo nella Russia imperiale, in forma di documento segreto attribuito a una fantomatica cospirazione ebraica e massonica il cui obiettivo sarebbe stato impadronirsi del mondo.
La natura di falso fu appurata già fin dai primi tempi successivi alla pubblicazione di detti Protocolli, avvenuta per la prima volta nel 1903 attraverso un quotidiano di Pavel Kruševan; l'autore della prima stesura del testo fu Sergej Aleksandrovič Nilus tra il 1901 e il 1903, che ne diffuse delle copie personalmente in Russia, fino a che non venne pubblicata da Kruševan e iniziò ad avere risonanza anche nel resto d'Europa. Una serie di articoli pubblicati su The Times nel 1921 e sulla Frankfurter Zeitung nel 1924 dimostrarono che il contenuto dei documenti era falso; gran parte del materiale era frutto di plagio da precedenti opere di satira politica e romanzi non correlati agli ebrei.
Nonostante la comprovata falsità dei documenti, riscossero comunque ampio credito in ambienti antisemiti e antisionisti, e rimangono tutt'oggi la base ideologica, soprattutto tra partiti o movimenti islamisti e fondamentalisti islamici in Medio Oriente, per avvalorare la teoria della cosiddetta cospirazione ebraica. I Protocolli sono considerati la prima opera della moderna letteratura complottista. Presentata come un'esposizione di un piano operativo degli "anziani" ai nuovi membri, descrive i metodi per ottenere il dominio del mondo attraverso il controllo dei media e della finanza e la sostituzione dell'ordine sociale tradizionale con un nuovo sistema basato sulla manipolazione delle masse.
L'opera fu divulgata per la prima volta da coloro i quali si opponevano al movimento rivoluzionario russo e diffusa ulteriormente dopo la Rivoluzione russa del 1905. In seguito alla Rivoluzione d'ottobre che fece collassare l'Impero russo e in particolare durante gli anni venti e trenta, l'idea che il bolscevismo fosse una cospirazione ebraica per il dominio mondiale diventò uno degli strumenti più utilizzati nell'ambito della propaganda nazista in Germania, e in questo contesto i Protocolli, frutto di un'invenzione fraudolenta, diventarono il testo di riferimento per giustificare la persecuzione e lo sterminio degli ebrei.
Sebbene dopo la seconda guerra mondiale l'uso sistematico dei Protocolli sia diminuito, il testo rimane ancora un'arma propagandistica molto usata, soprattutto in alcuni ambienti del mondo islamico in funzione antisionista; tuttavia il suo uso è presente anche in altri ambienti: nella Chiesa ortodossa russa e in Giappone, ad esempio, sono un caposaldo della propaganda di frange di estrema destra. In Occidente i Protocolli rimangono un pilastro di varie teorie sul complotto giudaico e del Nuovo Ordine Mondiale, presenti in partiti e movimenti di estrema destra e neofascisti in Europa, Stati Uniti e Russia.

## Storia

### Origini dell'opera
La fonte originaria dell'opera è un pamphlet del 1864 intitolato Dialogue aux enfers entre Machiavel et Montesquieu (Dialogo agli Inferi tra Machiavelli e Montesquieu), scritto dall'autore satirico francese Maurice Joly nel quale l'autore attacca le ambizioni politiche dell'imperatore Napoleone III, mettendo in scena un immaginario dialogo tra Machiavelli e Montesquieu all'inferno; l'opera di Joly era poi ispirata a un famoso romanzo di Eugène Sue, I misteri del popolo, nel quale il ruolo dei cospiratori era affidato ai gesuiti; nessuna delle due opere menziona gli ebrei. Joly lo fece stampare in Belgio e cercò di introdurlo illegalmente in Francia, dove era proibito criticare la monarchia. La polizia sequestrò un gran numero di copie e l'opera fu proibita. Joly, individuato come l'autore, fu processato il 25 aprile 1865 e condannato a quindici mesi di prigione.
Nel 1868 Hermann Goedsche, un antisemita tedesco, pubblica con lo pseudonimo di Sir John Retcliffe un'opera dal titolo Biarritz, nella quale riporta i dialoghi di Joly. Goedsche era un impiegato postale licenziato per aver falsificato nel 1849 delle prove nel processo del progressista Benedikt Waldeck. Nel capitolo del libro "Il cimitero ebraico di Praga e il Consiglio dei rappresentanti delle Dodici Tribù di Israele", Goedsche immagina un'assemblea segreta di rabbini che ogni 100 anni si riuniva con lo scopo di cospirare. Questo racconto si rifà a un episodio narrato da Alexandre Dumas padre nel romanzo Giuseppe Balsamo nel quale Cagliostro e i suoi seguaci mettono in atto una cospirazione che riguarda una collana di diamanti. Il capitolo di Goedsche si conclude con i dialoghi tratti da Joly.
Nella seconda metà dell'XIX secolo in Russia, in seguito alla pubblicazione del Libro del Kahal di Jacob Brafman, su quotidiani e riviste si diffonde l'idea di un complotto ebraico per la dominazione del mondo ordito da un "kahal" segreto.
Il mito del kahal segreto che cospira contro l'Occidente cristiano - i goyim - e in particolare la Russia ortodossa, venne poi ripresa in una serie di romanzi di vari autori (al pubblico occidentale perlopiù sconosciuti), che anticiparono di almeno un ventennio la pubblicazione dei Protocolli come ad esempio la trilogia giudeofobica di successo Žid idet  (L'ebreo sta avanzando) di Vsevolod Vladimirovič Krestovskij, pubblicata a puntate sul Russkij Vestnik di Michail Nikiforovič Katkov tra il 1881 e il 1890; nel secondo capitolo del primo volume, pubblicato per la prima volta nel 1881 e intitolato Slovo rabbi Ionafana (Il sermone del rabbino Ionafan), l'autore sfrutta il topos già collaudato del cimitero ebraico e del discorso del rabbino.
Una traduzione in russo del Dialogo agli inferi di Joly apparve nel 1872. Dopo l'assassinio dello zar Alessandro II nel 1881, cominciò a circolare in Russia un libello con un estratto del capitolo Nel cimitero ebraico di Praga, che descriveva la trama rabbinica contro la civiltà europea. La polizia segreta imperiale della Russia zarista, chiamata Ochrana, trovò questo pamphlet utile nella sua campagna di discredito dei riformatori liberali e dei rivoluzionari che stavano rapidamente guadagnandosi il sostegno popolare, in particolare tra le minoranze oppresse come gli Ebrei russi.

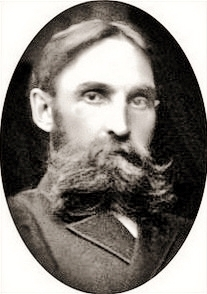
Pëtr Ivanovič Račkovskij, direttore dell'Ochrana al tempo della compilazione dei Protocolli da parte dei servizi zaristi

Di base a Parigi, Matvej Vasil'evič Golovinskij (1865–1920), rampollo di una famiglia aristocratica e agente dell'Ochrana, lavorava con Charles Joly (figlio di Maurice Joly) a Le Figaro e scrisse vari articoli su incarico del capo della polizia segreta russa Pëtr Račkovskij. Durante l'affare Dreyfus in Francia, in concomitanza con il massimo livello di polarizzazione dell'opinione pubblica europea nei confronti degli ebrei, fu redatta la versione finale del testo, che cominciò a circolare privatamente con il titolo di Protocolli nel 1897.
I Protocolli furono inizialmente pubblicati a puntate - in versione abbreviata - sul quotidiano di San Pietroburgo Знамя (Znamja - La Bandiera) tra il 28 agosto e il 7 settembre (date del calendario Giuliano) 1903, da Pavel Kruševan, che quattro mesi prima aveva scatenato il pogrom di Chișinău. Vi sono prove che mostrano come il testo sia stato scritto da Matvej Golovinskij e fosse basato sull'opera precedente di Maurice Joly che tracciava un parallelo tra Napoleone III e Niccolò Machiavelli.
Georgij Butmi fu uno degli ideologi dell'Unione del Popolo Russo (un'organizzazione antisemita), socio del giornale nazionalista La bandiera russa (1906).  
Dal 1912 al 1913 fu uno di un'organizzazione monarchica nazionalista ortodossa. È stato, a quanto pare, uno dei redattori del pamphlet dei Protocolli dei Savi di Sion nelle sue versioni del 1906 e 1907, subito dopo le edizioni di Pavel Kruševan 1903 e Sergej Aleksandrovič Nilus 1905, più estese della prima versione in assoluto ad opera di Pavel Aleksandrovich Krushevan, nel 1903.
Nell la collezione di Illarion Ivanovič Voroncov-Daškov, conservata nella sezione manoscritta della Biblioteca centrale di Moskow, lo storico russo Ljubov’ Vladimirovna Ul’Janova-Bibikov si imbatté in una versione dattiloscritta dei protocolli dei saggi di Sion. La copia mostra le correzioni scritte a mano e le aggiunte di termini che si verificano nel libro stampato. Questa scoperta dimostra che questa copia è la prima fonte finora conosciuta. La versione originale può essere attribuita alle persone intorno a Georgij Butmi, la cui calligrafia sembra essere la stessa di quella utilizzata nelle correzioni trovate nella versione dattiloscritte a Mosca. Questo dattiloscritto con cambiamenti manoscritti conferma sicuramente che i protocolli dei saggi di Sion sono stati elaborati almeno in parte in Russia e non completamente scritti o tradotti a Parigi.

### Diffusione in Russia e in altri paesi
I Protocolli ebbero un'altra ondata di popolarità in Russia dopo il 1905, quando gli elementi progressisti del panorama politico nazionale riuscirono infine ad ottenere la promulgazione di una Costituzione e la creazione di un parlamento, la Duma.
I membri delle Centurie Nere, un'organizzazione conservatrice e monarchica sorta in Russia durante la rivoluzione del 1905, insieme all'Ochrana, addossarono la colpa del processo di liberalizzazione a un "complotto ebraico internazionale" e diedero inizio a un programma di diffusione dell'opera a sostegno propagandistico dell'ondata di pogrom attuati in Russia dal 1903 al 1906 oltre che come strumento per sviare l'attenzione dall'attivismo sociale dei progressisti. Lo zar Nicola II temeva la modernizzazione ed era molto geloso delle proprie prerogative imperiali e, quindi, presentare il movimento rivoluzionario crescente come parte di un potente complotto su scala mondiale e dare la colpa agli ebrei per i problemi della Russia avrebbe senz'altro fatto il suo gioco.
Nel 1905, il sedicente prete mistico Sergej Nilus divenne celebre per aver pubblicato il testo completo dei Protocolli in appendice alla terza edizione del suo libro "Il Grande nel Piccolo: la venuta dell'Anticristo e il Regno di Satana sulla Terra" dove asseriva che i Protocolli fossero opera del primo Congresso Sionista che aveva avuto luogo otto anni prima a Basilea, in Svizzera. Quando venne fatto notare che il primo congresso sionista era stato aperto al pubblico e che molti non ebrei vi avevano partecipato, Nilus modificò la sua storia, sostenendo che I Protocolli erano opera degli incontri dei "Savi anziani", svoltisi nel 1902-1903. Ciò non poteva essere vero, visto che Nilus aveva dichiarato di aver ricevuto la sua copia prima di allora:
La nuova versione rende ancora più evidente la malafede di Nilus riguardo alle origini del testo. Aleksandr Volskij nel suo libro I Veri Protocolli (edito in Italia dalla casa editrice "All'insegna del Veltro", ritenuta dalla rivista ufficiale del SISDE come casa editrice di punta dell'antisemitismo e del revisionismo sull'Olocausto), fornisce un ritratto del primo editore dei Protocolli, argomentando che a suo parere la personalità di Nilus rendeva impossibile una sua complicità nella fabbricazione di un falso. L'autore sostiene che i Protocolli conterrebbero una parte del programma redatto per il Congresso Ebraico di Basilea del 1897 da colui che fu il principale antagonista di Theodor Herzl, ossia Asher Ginzberg (1856-1927).
Nilus avrebbe avuto anche motivi personali per pubblicare i Protocolli. All'epoca stava tentando di diventare il confessore dei sovrani e portò il suo libro all'attenzione dello Zar con l'aiuto della granduchessa Elizaveta Fëdorovna. Tutto ciò avrebbe fatto parte di un complotto di corte contro Papus e Nizier Anthelme Philippe (Papus fu accusato nel 1920 di aver falsificato i Protocolli per gettare discredito su Philippe). Le annotazioni manoscritte da Nicola II a margine della sua copia del libro danno la misura della sua prima reazione:
Il Presidente del Consiglio dei ministri Pëtr Stolypin, appena nominato, ordinò una indagine segreta grazie alla quale fu chiaro che i Protocolli erano stati scritti da agenti dell'Ochrana, a Parigi. I dettagli non furono resi pubblici per evitare di compromettere il capo dei servizi segreti Pëtr Ivanovič Račkovskij e i suoi agenti, compreso Matvej Golovinskij. Quando Nicola II fu informato dei risultati dell'indagine ordinò di sequestrare i Protocolli perché «Una buona causa non può essere difesa con mezzi sporchi». Nonostante l'ordine, o in conseguenza della «buona causa», le ristampe dei Protocolli proliferarono.
Dopo la rivoluzione bolscevica, le fazioni connesse al movimento "bianco" usarono i Protocolli per alimentare l'odio e la violenza contro gli ebrei. L'idea che il movimento bolscevico fosse una cospirazione ebraica per la dominazione mondiale diffuse in tutto il globo l'interesse per i Protocolli.
L'autore della più diffusa traduzione inglese dei Protocolli fu il corrispondente del Morning Post Victor E. Marsden che fu imprigionato dai bolscevichi nella Fortezza dei Santi Pietro e Paolo; dopo il suo rilascio e il ritorno in Inghilterra, iniziò a tradurre la versione di Nilus scrivendone anche una introduzione e concludendo con un commento sull'affermazione di Chaim Weizmann secondo il quale "una benefica protezione che Dio ha istituito nella vita dell'ebreo è che Egli lo ha disperso in giro per il mondo", detta a un banchetto il 6 ottobre 1920.
In un solo anno, nel Regno Unito andarono esaurite cinque edizioni. Lo stesso anno, negli Stati Uniti, Henry Ford ne finanziò la pubblicazione di 500 000 copie e fino al 1927 pubblicò una serie di articoli antisemiti sul Dearborn Independent, un giornale da lui controllato. Nel 1921 lo citava come una prova di una minaccia ebraica: "L'unica affermazione che mi interessa fare a proposito dei Protocolli è che essi si accordano perfettamente con ciò che sta succedendo nel mondo. Hanno sedici anni di vita e spiegano perfettamente gli avvenimenti accaduti fino ad ora." Nel 1927, tuttavia, Ford ritrattò le sue pubblicazioni e si scusò, sostenendo di essere stato ingannato dai suoi assistenti.

### Le prove del plagio
Nel 1920 il Times ne aveva pubblicato una recensione che faceva intendere la loro autenticità; la loro storia venne ricostruita, fino ad arrivare a Goedsche e Joly, da Lucien Wolf e pubblicata quindi a Londra nell'agosto 1921. La storia dei Protocolli fu esposta anche in una serie di articoli dello stesso Times dal suo corrispondente da Costantinopoli, Philip Graves, che aveva ricavato le sue informazioni dal lavoro di Wolf. Nonostante il suo stesso giornale l'anno precedente ne avesse quasi avallato l'autenticità con la pubblicazione di una recensione, Graves la contestò sullo stesso quotidiano con una serie di articoli, nel primo dei quali, intitolato "A Literary Forgery" (Un falso letterario), gli editori del Times scrivevano: «Il nostro corrispondente da Costantinopoli presenta per la prima volta prove conclusive che il documento è per lo più un plagio grossolano. Ci ha spedito una copia del libro francese dal quale è stato fatto il plagio.» Nello stesso anno, un intero libro che documentava l'imbroglio fu pubblicato negli Stati Uniti da Herman Bernstein. Nonostante ciò i Protocolli continuarono a essere considerati attendibili dalla propaganda antisemita. Umberto Eco fa notare che, nel VII protocollo,  i Savi dichiarano apertamente di avere un’ambizione sfrenata, un’ingordigia divoratrice, un desiderio spietato di vendetta e un odio intenso. Secondo lo studioso questo è uno dei vari elementi che dimostrano la falsità del testo. Infatti nessuno attribuirebbe a se stesso, in maniera così disinvolta, qualità tanto riprovevoli.

### Diffusione in Germania
La prima traduzione tedesca fu opera di Gottfried zur Beek nel 1919; una seconda versione si ebbe nel 1923 curata da Alfred Rosenberg, ideologo del Partito Nazista, Die Protokolle der Weisen von Zion und die judische Weltpolitik. Adolf Hitler fa un riferimento ai Protocolli nel suo Mein Kampf:
I Protocolli divennero parte dello sforzo propagandistico del nazismo per giustificare la persecuzione degli ebrei e divennero anche una lettura obbligatoria per gli studenti tedeschi. Uno dei più accaniti sostenitori della veridicità dei Protocolli fu Julius Streicher, editore del settimanale antisemita Der Stürmer. Nel libro The Holocaust: The Destruction of European Jewry 1933-1945, Nora Levin afferma che Hitler usava i Protocolli come un manuale nella sua guerra di sterminio contro gli ebrei:

### Diffusione in Svizzera
Nel 1934 A. Zander, un nazista svizzero, pubblicò una serie di articoli che descrivevano i Protocolli come documenti autentici. Egli fu citato in quello che divenne noto come il Processo di Berna. Il processo iniziò nella Corte Cantonale di Berna il 29 ottobre del 1934; gli accusatori erano J. Dreyfus-Brodsky, Marcus Cohen e Marcus Ehrenpreis. Il 19 maggio 1935, dopo accurate indagini, la corte dichiarò i Protocolli falsi, plagi e letteratura oscena. Il giudice Walter Meyer, un cristiano che non aveva mai sentito parlare dei Protocolli, dichiarò:

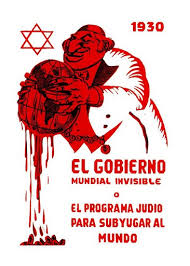
I Protocolli in un'edizione spagnola (1930); l'ebreo è rappresentato con lo stereotipo tipico dell'età moderna sull'aspetto fisico.

Al processo di Berna testimoniò un emigrato russo, l'antibolscevico e antifascista Vladimir L'vovič Burcev, che aveva scoperto numerosi agenti provocatori dell'Ochrana nei primi anni del Novecento. Nel 1938 a Parigi pubblicò un libro basato sulla propria testimonianza, intitolato The Protocols of the Elders of Zion: A Proved Forgery (I Protocolli dei savi di Sion, un falso provato).

### Diffusione in altri paesi
I Protocolli furono pubblicati per la prima volta in Italia nel 1921, ma la loro massima diffusione si ebbe a partire dal 1937, grazie all'edizione italiana, ristampata più volte in pochi anni, curata da Giovanni Preziosi con un saggio introduttivo di Julius Evola. Quest'ultimo, pur ritenendo palese che i Protocolli fossero un falso storico, sosteneva tuttavia che le idee e i pensieri in essi esposti si stavano pian piano attuando e trovavano riscontri negli avvenimenti della storia contemporanea.
Negli Stati Uniti i Protocolli furono ripubblicati come documenti autentici nel libro Behold a Pale Horse di William Milton Cooper. In un caso giudiziario del 1934 a Grahamstown, in Sudafrica, la corte comminò delle multe per un totale di 1 775 sterline (circa 4 500 dollari) a tre uomini per aver diffuso una versione dei Protocolli.

## Contenuto

### Struttura e temi trattati
Nei ventiquattro Protocolli gli Anziani illustrano i sistemi per ottenere il controllo del mondo. Vogliono convincere con l'inganno i gentili, da loro chiamati goyim (i non appartenenti alla nazione ebraica), ad assecondare la loro volontà. I loro metodi preferiti sono la diffusione di idee liberali, il sovvertimento della morale, la promozione della libertà di stampa, la contestazione dell'autorità tradizionale e dei valori cristiani e patriottici. Il controllo delle masse tramite i media e la finanza è il mezzo con cui il tradizionale ordine sociale verrà sovvertito. Gli ebrei vengono indirettamente accusati di diffondere immoralità, prostituzione, alcolismo, adulterio, gioco d'azzardo, ecc., per indebolire i cristiani.
In questo senso, i Protocolli rispecchiano l'antica avversione cristiana e conservatrice alla modernità (antimodernismo), al radicalismo e al capitalismo, fenomeni che non vengono presentati come prodotti di processi storici impersonali ma come fenomeni derivanti da un complotto orchestrato. Nonostante la matrice reazionaria, i Protocolli sono stati riutilizzati anche da altri movimenti politici. Il testo presuppone che il lettore sia già convinto dell'esistenza di un piano politico segreto della massoneria, ma suggerisce che il piano sia a sua volta controllato dagli Anziani, evidenziando dunque una sorta di gerarchia nella scala dei poteri e delle autorità all'interno delle fazioni cospirazioniste.
Nei Protocolli, la massoneria, il capitalismo e i "pensatori liberali" sono meri strumenti attraverso i quali, infine, gli Anziani instaureranno una teocrazia ebraica: nell'opera viene prospettata la nascita di un Regno a venire, e viene data un'accurata descrizione di come si arriverà a esso e di come lo stesso sarà condotto. Ma, anche nel nuovo regime che verrà, gli Anziani eviteranno il diretto controllo politico e sceglieranno di affermarsi tramite meccanismi finanziari di usura e manipolazione del denaro: lo stesso Re degli Ebrei non sarà altro che un uomo di paglia.

### Estratti
I Protocolli 1-19 seguono con rare eccezioni l'ordine dei Dialoghi agli inferi 1-17. In alcuni brani, il plagio è smaccato:
(Montesquieu, Dialoghi, p. 250)
(Protocolli p. 77)
Un altro esempio è il riferimento alla divinità Indù, Visnù, che compare esattamente due volte, tanto nei Dialoghi agli Inferi che nei Protocolli:
(Montesquieu, Dialoghi , p. 141)
(Protocolli , p. 43)
(Montesquieu, Dialoghi, p. 207)
(Protocolli , p. 65)

## Riferimenti alle teorie della cospirazione
L'idea che la massoneria avesse preso parte ad una cospirazione anticristiana ha una lunga storia, di molto precedente alla data della pubblicazione dei Protocolli. L'abate Augustin Barruél aveva già accusato gli ebrei di aver fondato l'ordine degli Illuminati. La massoneria, a quei tempi popolare, veniva fortemente contrastata dalla Chiesa, per il suo appoggio alla libertà di culto e agli ideali illuministi.
I Protocolli hanno avuto un peso sostanziale nella produzione di successive teorie cospirative, ad esempio in Rule by Secrecy di Jim Marrs. Secondo alcune recenti edizioni, gli "ebrei" descritti nei Protocolli servono a coprire l'identità dei veri cospiratori: Illuminati, massoni, e persino - secondo David Icke - entità "extradimensionali" (cioè alieni Rettiliani). Altri gruppi, convinti della fondatezza autentica dei Protocolli, hanno sostenuto che il libro non descrive il pensiero di tutti gli ebrei, ma solo di quelli che appartengono alla presunta "élite segreta" dei Sionisti.

## Utilizzo nel cospirazionismo contemporaneo
I Protocolli continuano a essere ampiamente disponibili nel mondo, in particolare su Internet, come pure vengono stampati in Giappone, Medio Oriente, Asia e America meridionale. Dalla sconfitta della Germania nazista e dell'Italia fascista nella seconda guerra mondiale, i governi e i leader politici in buona parte del mondo si sono generalmente astenuti dal promuovere i Protocolli. L'eccezione è costituita dal Medio Oriente, dove un gran numero di regimi e leader arabi e musulmani li hanno riconosciuti come autentici. Così come in passato, i Protocolli sono stati sponsorizzati dai presidenti Nasser e Sadat in Egitto, dal presidente ʿĀref in Iraq, da re Faysal dell'Arabia Saudita e dal colonnello Gheddafi in Libia, dal gran mufti di Gerusalemme, lo sceicco ʿIkrima Saʿīd Ṣabrī, tra gli altri leader politici e intellettuali del mondo arabo, così oggi i Protocolli sono stati sostenuti e raccomandati da Hamas e dal ministro dell'Istruzione dell'Arabia Saudita.
Con l'estendersi a tutto il Vicino Oriente del conflitto arabo-israeliano nella seconda metà del XX secolo, molti governi arabi hanno sovvenzionato nuove edizioni dei Protocolli e ne hanno fatto libri di testo per le scuole dei loro paesi. I Protocolli furono accettati come documenti storici da molte organizzazioni estremiste islamiche, come Hamas e la Jihad Islamica. La Carta del 1988 di Hamas, un gruppo islamista palestinese, afferma che I Protocolli dei Savi di Sion incarnano il piano dei sionisti. Il riferimento è stato rimosso nel un documento di principi e politiche generali, la nuova Carta del 2017 emessa nel 2017.

### Egitto
La casa editrice egiziana al-Ahrām (casa editrice statale) curò nel 1995 la prefazione a una traduzione del libro di Shimon Peres The New Middle East, nella quale fece scrivere:
Un articolo del giornale statale al-Akhbār del 3 febbraio 2002 affermava:
Nonostante sia legato dal trattato di pace tra Egitto e Israele del 1979, che stabilisce di prevenire l'incitamento contro Israele, nel novembre 2002 l'Egitto permise sulla sua rete televisiva statale la messa in onda di Un cavaliere senza cavallo (Fares Bela Gewad), un "dramma storico" in 41 parti in gran parte basato sui Protocolli, che andò in onda per un mese sia sulla televisione egiziana che sui canali satellitari di lingua araba.

### Iran
La prima edizione iraniana dei Protocolli fu pubblicata durante l'estate del 1978 al tempo della Rivoluzione islamica. Nel 1985 una nuova edizione dei Protocolli fu pubblicata e largamente diffusa dall'Organizzazione della propagazione dell'Islam (Dipartimento delle relazioni internazionali) di Teheran. La fondazione Astaneh-ye Qods Rezavi ("Santuario dell'imam Reza"), di Mashhad, una delle istituzioni più ricche di tutto l'Iran, finanziò la pubblicazione dei Protocolli nel 1994. Brani dei Protocolli furono pubblicati dal giornale Jomhouri-ye Eslami nel 1994, sotto il titolo di L'odore del sangue, i piani sionisti.
Ṣubḥ (Mattino), un mensile radicale islamico, pubblicò degli estratti dei Protocolli sotto il titolo di Il testo dei Protocolli dei savi di Sion per stabilire il dominio globale ebraico nel suo numero di dicembre 1998-gennaio 1999, illustrato con una caricatura del serpente ebraico che avvolge il mondo. Lo scrittore e ricercatore iraniano Ali Baqeri, in una sua ricerca sui Protocolli, ha sostenuto che il loro piano per la dominazione mondiale è solo una parte di un piano ancora più grandioso, come ha riferito a Ṣubḥ nel 1999:
Il padiglione iraniano alla Fiera del libro di Francoforte del 2005 aveva in esposizione i Protocolli così come L'ebreo internazionale (una ristampa del "The Dearborn Independent", il giornale antisemita pubblicato da Henry Ford tra il 1919 e il 1927).

### Arabia Saudita
I testi scolastici sauditi contengono espliciti sommari dei Protocolli, trattati come fossero fatti reali:
 1. Rovesciare i fondamenti dell'attuale società mondiale e i suoi sistemi, in modo da permettere al Sionismo di avere il monopolio del governo mondiale.

 2. Eliminare le nazionalità e le religioni, specialmente le nazioni cristiane.

 3. Sforzarsi di incrementare la corruzione negli attuali regimi europei, dato che il Sionismo crede nella loro corruzione e nel loro collasso finale.

 4. Controllare i mezzi di pubblicazione, propaganda e stampa, usando l'oro per provocare disordini, seducendo la gente per mezzo della lussuria e diffondendo l'immoralità.

La prova schiacciante dell'autenticità di queste risoluzioni, così come dei piani infernali ebraici in essi inclusi, è la reale attuazione di molti di questi propositi, intrighi e cospirazioni contenuti nei Protocolli. Chiunque li legga - e sono stati pubblicati nel XIX secolo - comprende oggi fino a che punto è stato realizzato molto di ciò che si trova nei Protocolli.»

### Libano
Nel marzo 1970 i Protocolli risultarono essere il libro più venduto in Libano nella categoria dei "saggi". Il Rapporto sui Diritti Umani 2004 del Dipartimento di Stato USA afferma che la serie televisiva 'al-Shatat' ("La Diaspora"), incentrata sulla presunta cospirazione dei "Protocolli dei Savi di Sion" per dominare il mondo, fu mandata in onda nei mesi di ottobre e novembre 2003 dalla rete televisiva satellitare libanese 'al-Manār', di proprietà di Hezbollah.

### Autorità Nazionale Palestinese
L'Autorità Nazionale Palestinese (ANP) ha frequentemente usato i Protocolli nei media e nelle scuole sotto il suo controllo e alcuni accademici palestinesi hanno presentato il falso documento come un complotto sul quale è basato il Sionismo. Per esempio, il 25 gennaio 2001 il quotidiano ufficiale dell'ANP, al-Ḥayāt al-Jadīda (La vita nuova), ha citato i Protocolli nella sua pagina dedicata alla "Educazione politica nazionale" per spiegare la politica di Israele: 

Più tardi, nello stesso anno, lo stesso giornale scrive: 

Il 20 febbraio 2005, il gran mufti di Gerusalemme lo sceicco ʿIkrima Saʿīd Ṣabrī (nominato da Yasser Arafat), è apparso sul canale satellitare saudita al-Majd e commentando l'assassinio di Rafīq al-Ḥarīrī, ex primo ministro libanese, ha dichiarato: 
 Il 19 maggio 2005 il New York Times riferì che il ministro palestinese dell'informazione, Nabīl Shaʿath, ha rimosso dal sito web del proprio ministero una traduzione araba dei Protocolli.

Lo statuto di Hamas si riferisce esplicitamente ai Protocolli considerandoli veri documenti storici. L'articolo 32 dello Statuto afferma:
Lo statuto fa anche diversi riferimenti alla Massoneria come ad una delle "società segrete" controllate dai "sionisti".

### Italia
In Italia i Protocolli, dapprima diffusi ed autenticati consapevolmente come autentici dall'economista fascista Maffeo Pantaleoni tra il 1915 e il 1924, e il cospirazionismo antisemita sono parte integrante della propaganda di partiti quali Forza Nuova, Alternativa Sociale, Movimento Idea Sociale, Movimento Sociale Fiamma Tricolore, CasaPound e hanno fatto la loro comparsa occasionale nella propaganda di alcuni esponenti politici, come il senatore dell'Italia dei Valori Elio Lannutti, all'epoca nel Movimento 5 Stelle, in seguito scusatosi con una presa di distanza dall'antisemitismo.

### Russia
Nel 1993 una corte distrettuale di Mosca ha formalmente sentenziato che i Protocolli erano stati falsificati dall'organizzazione ultranazionalista Pamjat', che è stata criticata per averli usati nelle loro pubblicazioni antisemite.
La sua pubblicazione è stata vista come una ricomparsa.  in Russia e in altre repubbliche della vecchia Unione Sovietica, tra le nuove generazioni di neonazisti.

### Stati Uniti
Negli anni Venti Henry Ford, l'unico americano favorevolmente menzionato da Hitler nel suo libro autobiografico Mein Kampf, finanziò la pubblicazione di 500 000 copie, le quali furono distribuite negli Stati Uniti. Più recentemente, la catena americana di supermercati Wal-Mart è stata criticata per aver venduto i Protocolli dei savi di Sion sul suo sito web con una descrizione che ne suggeriva la possibile veridicità. Furono ritirati dalla vendita nel settembre 2004, in seguito ad una decisione dell'azienda. Viene distribuito negli Stati Uniti da alcuni gruppi studenteschi palestinesi nei campus dei college e dalla "Nation of Islam" di Louis Farrakhan.
Nel 2002 il giornale di lingua araba con sede in New Jersey, The Arab Voice, ha pubblicato estratti dai Protocolli come fossero veritieri. L'editore Walid Rabah si è difeso dalle critiche con una solenne dichiarazione (in arabo) sostenendo che "alcuni importanti scrittori arabi accettano la veridicità del libro".

### Giappone
Il testo è generalmente accettato in Giappone, dove varianti dei Protocolli sono state frequentemente in cima alle classifiche di vendita.

### Grecia
In Grecia i Protocolli hanno avuto molteplici pubblicazioni negli ultimi decenni, insieme a vari commentari a seconda di chi li pubblicava e dei loro punti di vista. Anche in questo paese come nel resto d'Europa, i protocolli sono considerati falsi e puramente antisemiti. Il gruppo neonazista Alba Dorata considera il libro come un documento accurato e lo distribuisce ai propri membri.

### Nuova Zelanda
Il Fronte Nazionale Neozelandese vende le copie pubblicate dal suo ex segretario nazionale, Kerry Bolton. Bolton pubblica (e il "Fronte" vende) anche un libro intitolato I Protocolli di Sion nel contesto che cerca di confutare l'idea che i Protocolli siano un falso.

## Influenza culturale
- La genesi dei Protocolli è argomento del saggio Il libro dei re e degli sciocchi di Danilo Kiš, contenuto nella raccolta Enciclopedia dei morti (1983).
- Gli stessi Protocolli sono al centro della trama del romanzo del 2010 di Umberto Eco Il cimitero di Praga: il romanziere innesta parte della sua trama nell'intricata vicenda che pare essere all'origine della fabbricazione del falso. Eco aveva già trattato marginalmente l'argomento nel suo romanzo Il pendolo di Foucault (1988).[60]
- Nel romanzo Il problema Spinoza di Irvin D. Yalom viene descritta l'importanza data da Alfred Rosenberg a "I Protocolli dei Savi di Sion".